# Víctor Maita
Víctor Raúl Maita Frisancho (Paruro, 14 de mayo de 1992) es un sindicalista agrario peruano y bachiller en derecho. Fue ministro de Desarrollo Agrario y Riego, entre julio de 2021 y febrero de 2022; en el gobierno de Pedro Castillo.

## Biografía
Nació en Paruro, el 14 de mayo de 1992.
Estudió Derecho y Ciencias Políticas en la Universidad Nacional de San Antonio Abad del Cusco, donde obtuvo su bachillerato.

### Trayectoria
Fue asesor legal y secretario de la Federación Agraria Revolucionaria Túpac Amaru de Cusco (FARTAC). Fue elegido presidente de Consejo Directivo Nacional de la Confederación Nacional Agraria (CNA) para los años 2021-2024.

## Carrera política
Inició en la política participando en diferentes marchas como dirigente universitario, y luego como dirigente social.
Fue candidato al Parlamento Andino por el Frente Amplio en las elecciones generales del 2021, sin éxito.

### Ministro de Desarrollo Agrario y Riego
El 29 de julio del 2021, Maita fue nombrado por el presidente Pedro Castillo como ministro de Desarrollo Agrario y Riego en el primer gabinete ministerial encabezado por Guido Bellido y luego por Mirtha Vásquez.
Durante su gestión ministerial, fue un gran impulsor de la segunda reforma agraria y también mostró su apoyo a los campesinos.
Se mantuvo en el cargo hasta el 1 de febrero del 2022, cuando el presidente Castillo hizo una recomposición de su gabinete y lo reemplazó el ingeniero Alberto Ramos.